# شركة ألاسكا الأصلية
تم تأسيس شركة ألاسكا الأصلية الإقليمية في عام 1971 عندما أقر كونغرس الولايات المتحدة قانون تسوية المطالبات الأصلية في ألاسكا الذي قام بتسوية مطالبات الأراضي ، والمطالبات المالية المقدمة من سكان ألاسكا الأصليين ونص على إنشاء 13 شركة إقليمية لإدارة تلك المطالبات الخاصة بألاسكا.  

## روابط خارجية
- www.nativeco.com المكان المناسب للذهاب إلى أعمال Alaska Native Corporation ، التي تديرها www.morganhowardproductions.com
- موارد سكان ألاسكا الأصليين والهنود الأميركيين من مركز العدالة، جامعة ألاسكا أنكوراج .
- مركز موارد قانون تسوية المطالبات الأصلية في ألاسكا الذي تديره شركة Landye Bennett Blumstein LLP .
- www.ancsa.net بوابة مخصصة لشركة ANCSA تديرها شركة Karabelnikoff & Associates